# Hank Snow
Hank Snow, vlastním jménem Clarence Eugene Snow, (9. května 1914 Brooklyn, Kanada – 20. prosince 1999 Madison, USA) byl zpěvák a skladatel písní country hudby. Od roku 1979 je členem Country Music Hall of Fame.
Snow měl pohnuté dětství. Když mu bylo osm let, jeho rodiče se rozvedli a u prarodičů dlouho nevydržel. Ve dvanácti letech utekl z domova od matky kvůli nevlastnímu otci. Místo školy se potom živil jako plavčík. V šestnácti letech měl již svoji první kytaru, s níž vystupoval. Výrazně ho tehdy ovlivnil styl první velké country hvězdy Jimmieho Rodgerse, po němž posléze pojmenoval i svého prvního syna.
V roce 1933 měl již Snow každý týden vyhrazenou čtvrthodinu na rozhlasové stanici v Halifaxu. O tři roky později podepsal smlouvu pro vydavatelskou firmu RCA, u níž vydržel rekordních 47 let a nahrál více než 100 alb. Ve 30. a 40. letech často vystupoval pod různými jmény (Hank The Yodelling Ranger, Clarance Snow and His Guitar, The Singing Ranger), než přešel k jednoduchému Hank Snow.
Do USA přijel Snow koncertovat poprvé v roce 1945 v rámci Whiling Jamboree v Západní Virginii. Vydavatelská firma se však zdráhala jeho alba v USA vydávat, dokud zde nedosáhne pronikavého úspěchu koncertováním. Výrazný krok tímto směrem učinil, když ho Ernest Tubbs pozval k vystoupení do Grand Ole Opry, kde se Snow posléze objevoval 46 let. Poprvé se tak stalo v roce 1950, kdy byl navíc Snow od léta 21 týdnů na čele country hitparády s písní I’m Moving On. Píseň měla základy od prvních hvězd country hudby, ale zároveň se v ní zřetelně projevovala invence Snowa.
Uvedenou písní započalo zhruba pětileté období, během něhož měl Snow v první desítce americké country hitparády postupně 24 různých písní. V roce 1954 měl výraznou zásluhu na tom, že v Grand Ole Opry vystoupil začínající Elvis Presley, ale byl zklamaný, že u country nezůstal natrvalo. Snow se svojí hudbou pronikl i mimo americký kontinent do Evropy, Asie i Austrálie, což se předtím žádnému countryovému muzikantovi v takové míře nepodařilo.
V roce 1958 Snow získal americké občanství a nadále byl velmi aktivní v koncertní i nahrávací činnosti. Naposledy dosáhl na vrchol singlové hitparády s písní Hello Love ze stejnojmenného alba v roce 1974. Se začátkem dalšího desetiletí se ho zbavila nahrávací společnost, ale Snow nadále koncertoval i přes zdravotní problémy, které přišly v letech devadesátých. Mnoho času také věnoval nadaci, kterou založil pro týrané děti.
Posmrtně byla 20. září 2000 odhalena v Rymanově auditoriu v Nashvillu bronzová socha Hanka Snowa v nadživotní velikosti od Billa Rainse.

## Písně na první příčce singlové hitparády
- I’m Moving On (1950)
- The Golden Rocket (1950)
- Rhumba Boogie (1951)
- I Don’t Hurt Anymore (1954)
- Let Me Go, Lover (1954)
- I’ve Have Been Everywhere (1962)
- Hello Love (1974)